# Edoardo Catemario
Edoardo Catemario (Napoli, 25 settembre 1965) è un chitarrista italiano di musica classica.

## Biografia
Edoardo Catemario, napoletano d'origine, ha intrapreso lo studio della chitarra all'età di cinque anni. Ha studiato con Salvatore Canino, Antimo Pedata, José Tomás, Stefano Aruta e Maria Luisa Anido, pianoforte e analisi con Titina De Fazio ed interpretazione con Leo Brouwer e Oscar Casares. Il suo repertorio va dal barocco al romantico (suonato su strumenti originali), al Novecento storico alla musica contemporanea e d'avanguardia. Ha vinto il primo premio dei concorsi Andrés Segovia di Almuñécar (Granada) nel 1991 e di Alessandria nel 1992.
Ha dato concerti in Austria, Germania, Francia, Belgio, Italia, Spagna, Grecia, Repubblica Ceca, Polonia, Stati Uniti, Sud America e Regno Unito: Philharmonie di Berlino, Bolshoi Saal della Philharmonia di San Pietroburgo, Grosser Saal del Wiener Musikverein a Vienna, Sidney Meir Bowl Melbourne, Auditorio Nacional di Madrid, St John's Smith Square e Wigmore Hall di Londra, Weill Hall at Carnegie Hall di New York, a Parigi alla Cité de la musique, a Buenos Aires al Teatro Coliseo, ad Amburgo al MusikHalle, a Valencia nell'Auditorium del Conservatorio.
Sia come solista che in formazione da camera collaborando con celebri artisti fra i quali citiamo: Vega String Quartet, Silesian String Quartet, Alain Meunier, Massimo Quarta, Roberto Fabbriciani, Antonello Farulli, Sylvie Gazeau, Gabriele Cassone, Nicoletta Curiel, Gabriella Costa, . 
È stato ospite in qualità di solista di grandi orchestre: Wiener Akademie, Orquesta sinfonica de Andorra, Orchestra di Sanremo, Accademia Bizantina, Orchestra della Toscana, Orchestra di Stato del Messico, Orchestra Filarmonica Italiana, Solisti di Fiesole con direttori quali: Oleg Caetani, Martin Haselboek, Michael Helmrat, Inma Shara, Marzio Conti, Ottavio Dantone, Enrique Batiz.
In qualità di didatta ha tenuto Master Classes al Mozarteum di Salisburgo durante la "Sommer Akademie" dal 2001 al 2007, alla Royal Academy di Londra, alla Musikhochschule di Lipsia, alle Università di Bloomington, Cincinnati e al Brooklyn College. È stato titolare della cattedra di perfezionamento ed interpretazione presso il “Conservatoire International de Paris” (Parigi, Francia) dal 1995 fino al giugno del 2001. È stato eletto “Honorary Associate” della Royal Academy of Music di Londra nel 2018.
È direttore artistico di diversi festival: MusicaSiena - La Primavera Senese (Siena - festival di musica da camera), Ars Citarae Novae (Roma - Festival chitarristico),  Atella classica (Sant'Arpino - Festival chitarristico),
Dal novembre 2024 è docente presso il Conservatorio Marenzio di Brescia.

## Premieres
- El Kalasha de Avalokitesvara di Eduardo Morales Caso
- I racconti di Mamma Orca di Roberto De Simone per chitarra e quartetto d'archi
- Cuadernos de Danzas di Marcelo Sotelo per violino, chitarra e ensemble
- Concerto Serenata di Oliviero Lacagnina per chitarra e orchestra d'archi.
- Carpe Diem per chitarra e quartetto d'archi di Gerard Drozd

## Discografia
- Espana (DECCA Records)
- Recuerdos (DECCA Records)
- Bach for guitar (DECCA Records)
- Conciertango  (ARTS Music)
- Mauro Giuliani Concerto for Guitar and Orchestra No. 3, Gran Quintetto for Guitar and Strings, Variations for Guitar and String Quartet (ARTS Music)
- Mauro Giuliani Concertos for guitar and Orchestra n 1 & 2. (ARTS Music)
- Italian Virtuoso (ARTS Music)
- Guitar XX (ARTS Music)
- Astor Piazzolla complete works with guitar. (ARTS Music)
- Guitar Concertos (ARTS Music)
- Barocco Napoletano (ARTS Music)
- Spanish guitar music  (ARTS Music)
- Concierto Sefaradi (Koch Schwann)